# 451 TCN
451 TCN là một năm trong lịch La Mã.